# Roigheim
Roigheim è un comune tedesco di 1 446 abitanti, situato nel land del Baden-Württemberg.